# Buschhoven
Buschhoven este o localitate cu 3.277 loc. (2008), care aparține de comuna Swisttal, situat în regiunea de sud-vest a landului Renania de Nord-Westfalia.

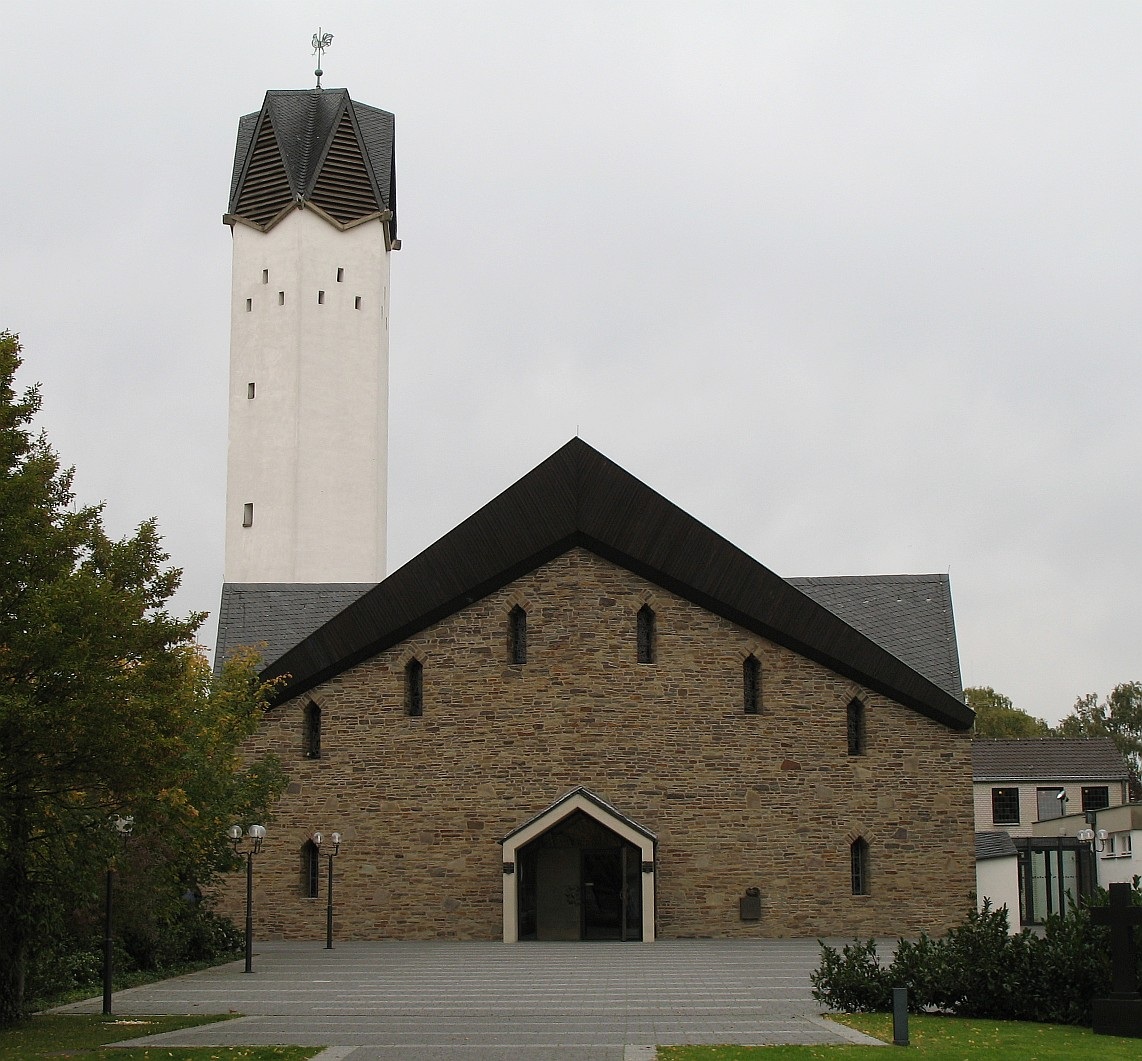
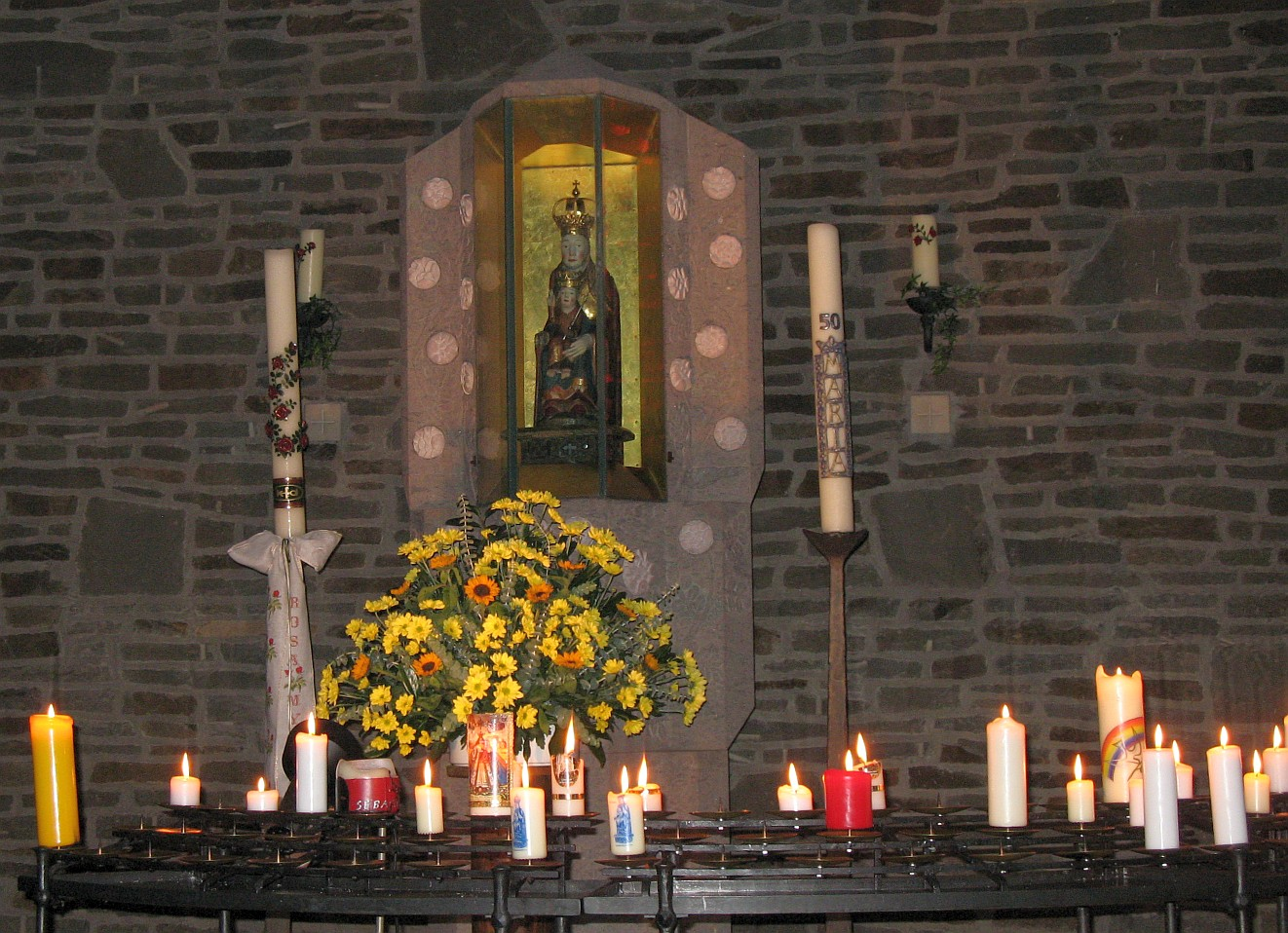
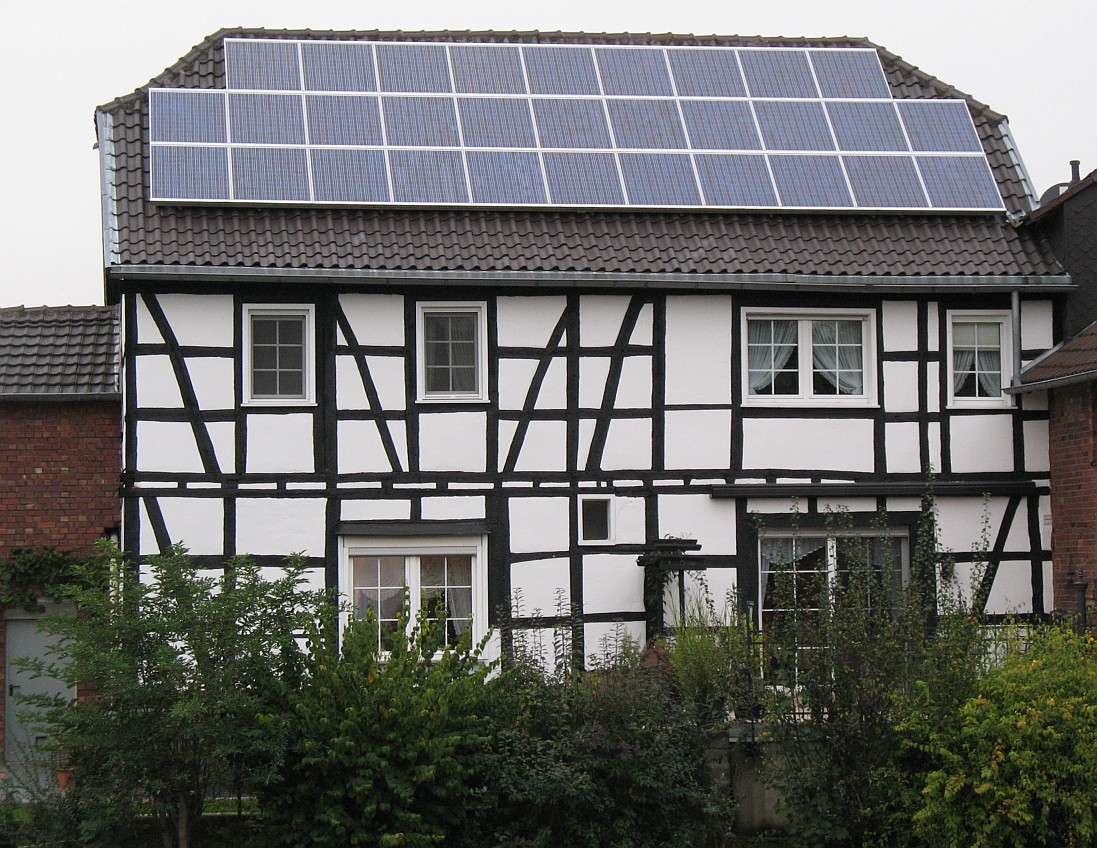